# Massimo Bontempelli
Massimo Bontempelli (Como, 12 de mayo de 1878-Roma, 21 de julio de 1960) fue un escritor italiano que, junto a sus amigos Alberto Savinio y Giorgio De Chirico, introdujo el Surrealismo en Italia, aunque, según su concepción teórica, lo llamó «realismo mágico».

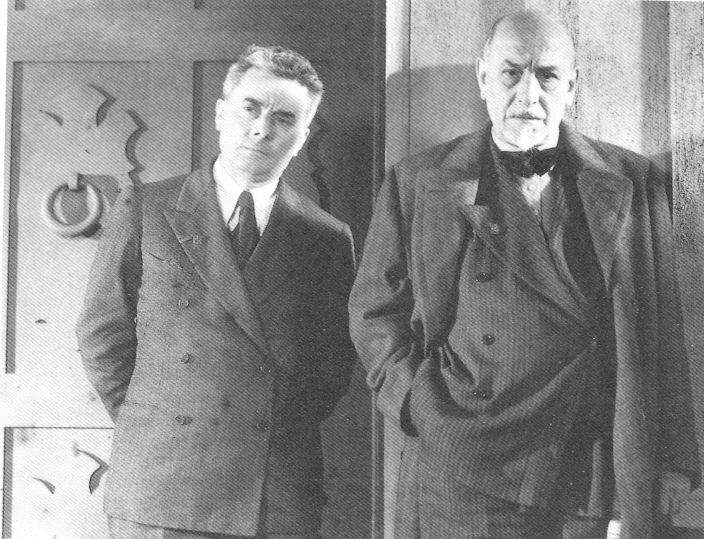
Foto de 1933: Massimo Bontempelli y Luigi Pirandello de visita en los estudios cinematográficos de la casa Lumitor.

## Biografía
Se licenció en letras y filosofía en la Universidad de Turín en 1903. Trabajó como periodista en Il marzocco, La Nazione y Nuova Antologia) y como profesor. Formó parte del Círculo Carducciano. Colaboró entre otras en la revista La Voce bajo el pseudónimo de Minimo Maltempelli y publicó sus primeras obras (Socrate moderno, 1908 e I sette savi, 1912) que pronto repudió. Tras la Primera Guerra Mundial, en la que participó como oficial de artillería y corresponsal de Il Messaggero, se adhirió al Futurismo, bajo cuya estética publicó Il purosangue. L'ubriaco (1919), poesías, y las novelas La vita intensa (1920) y La vita operosa (1921).
Estuvo en París como periodista entre 1921 y 1922 y entró en contacto con las Vanguardias artísticas del lugar. En sus novelas cortas La scacchiera davanti allo specchio (1922) y Eva ultima (1923) asoma la inspiración irracional y onírica, coincidente con el Primer manifiesto del Surrealismo de André Breton (1924).
Estrecha amistad con Luigi Pirandello, quien, con ocasión de su colaboración para el teatro de Arte, lo inclina a escribir teatro para su compañía. Así nacieron Nostra Dea (1925) y Minnie la candida (1927).
Con Curzio Malaparte funda (1926) la revista internacional "900", Cahiers d'Italie et d'Europe que concluyó en 1927 y se publicaba en francés revolviendo a todos los intelectuales cosmopolitas del llamado Novecentismo. En ella expone su poética innovadora del «realismo mágico» que, según el modelo francés, invita al artista moderno a descubrir el encanto del inconsciente y de las aventuras impredecibles, pero sin renunciar al control de la razón humana. Como "mitógrafo" el artista debe revelar "el sentido mágico descubierto en la vida cotidiana de los hombres y de las cosas" simplificando la realidad problemática inmersa en la sociedad de masas y traduciéndola en fábulas y mitos nuevos. Esta poética fue publicada por él en 1938 bajo el título L'avventura novecentista.
Si sus primeras novelas y narraciones de sello mágico tienen una cierta originalidad rica en ideas, por ejemplo en su colección La donna dei miei sogni e altre avventure moderne (1925), la posterior narrativa de Bontempelli se consume en un constructivismo muy abstracto, artificioso e intelectual. Muestran este manierismo estilístico sus novelas Il figlio di due madri (1929) y Vita e morte di Adria e dei suoi figli (1930), y también las posteriores Gente nel tempo (1937) y Giro del sole (1941).
Empieza a mostrar interés por la arquitectura racionalista y por ese motivo dirige con Pier Maria Bardi la revista Quadrante. Intima con la escritora Paola Masino y viaja dando conferencias. Se convierte al Fascismo, en el que ve el único medio de establecer una sociedad moderna en Italia, y Bontempelli es nombrado académico en 1930. Pero su aversión al provincianismo lo lleva sin embargo a encontrarse en posiciones antitéticas al régimen hasta que es expulsado del PNF en 1939. Confinado en Venecia madura durante los años de guerra una revisión de sus ideas políticas. En 1948 es elegido senador en las listas del Fronte Popolare; pero su nombramiento es invalidado por su pasado fascista. En 1953 obtiene el Premio Strega con su último libro, L'amante fedele. Una grave enfermedad le impide proseguir su obra en los últimos años de su vida, reduciéndolo a un penoso aislamiento y murió en Roma, el 21 de julio de 1960.

## Escritos

### Narrativa
- Socrate moderno (1908)
- I sette savi (1912)
- La vita intensa - Romanzo dei romanzi (1920)
- La guardia alla luna (1920)
- La vita operosa (1921)
- Nuovi racconti d'avventure (1921)
- Viaggi e scoperte (1922)
- La scacchiera davanti allo specchio (1922)
- Ultime avventure (1922)
- Eva ultima (1923)
- La donna dei miei sogni e altre avventure moderne (1925)
- L'eden della tartaruga (1926)
- Donna nel sole e altri idilli (1928)
- Il figlio di due madri (1929)
- Il neosofista (1929)
- Vita e morte di Adria e dei suoi figli (1930)
- Mia vita, morte e miracoli (1931)
- Stato d grazia (1931)
- La famiglia del fabbro (1932)
- <<522>> Racconto di una giornata (1932)
- Valoria (1932)
- Galleria degli schiavi (1934)
- Gente nel tempo (1937)
- Giro del sole (1941)
- Viaggio d'Europa (1942)
- Le notti (1945)
- L'acqua (1945)
- L'ottuagenaria (1946)
- L'amante fedele (1953)

### Dramas
- La guardia alla luna (1916)
- Siepe a nordovest (1919)
- Nostra Dea (1925)
- Minnie la candida (1927)
- Bassano padre geloso (1934)
- Cenerentola (1942)
- Venezia salva (1947)

### Lírica
- Il purosangue. L'ubriaco (1919)

### Ensayo
- La donna del Nadir (1924)
- Pirandello, Leopardi, D'Annunzio (1938)
- L'avventura novecentista (1938)
- Sette discorsi (1942)
- Introduzione e discorsi (1944)
- Opere scelte a cura di Luigi Baldacci (1978)